# Lista de filmes com temática LGBT da década de 1930
Esta é uma lista de filmes que contém personagens e/ou temática lésbica, gay, bissexual, ou transgênera lançados na década de 1930.
| Título                                         | Ano  | Direção                              | País        | Gênero                    | Elenco | Anotações |
| ---------------------------------------------- | ---- | ------------------------------------ | ----------- | ------------------------- | --- | --- |
| Borderline                                     | 1930 | Kenneth MacPherson                   | Reino Unido | Drama                     | Paul Robeson, Eslanda Goode Robeson, H.D.                                                                       | [ 1 ] |
| Her Golden Calf                                | 1930 | Millard Webb                         | EUA         | Musical, Comédia          | Jack Mulhall, Sue Carol, El Brendel, Marjorie White, Richard Keene, Paul Page                                   | trad. Tornozelos de Ouro Dois artistas publicitários se recusam a deixar sua secretária posar para anúncios, apesar de ela ter pernas perfeitas |
| Just Imagine                                   | 1930 | David Butler                         | EUA         | Ficção Científica         | El Brendel, Maureen O'Sullivan, John Garrick, Marjorie White                                                    | [ 3 ] |
| Ludwig der Zweite, König von Bayern            | 1930 | William Dieterle                     | Alemanha    | Biográfico, Drama         | William Dieterle, Theodor Loos, Eugen Burg                                                                      | trad. Luís II, Rei da Baviera Baseado na vida do monarca homônimo                                                                               |
| The Matrimonial Bed                            | 1930 | Michael Curtiz                       | EUA         | Comédia, Romance          | Frank Fay, James Gleason, Lilyan Tashman, Beryl Mercer, Florence Eldridge, Vivien Oakland                       | Uma mulher casada contrata um cabeleireiro e descobre que este é seu marido presumido falecido, que tem amnésia                                 |
| Marrocos                                       | 1930 | Josef von Sternberg                  | EUA         | Drama                     | Gary Cooper; Marlene Dietrich; Adolphe Menjou                                                                   | Baseado no livro Army Jolly por Benno Vigny |
| Murder!                                        | 1930 | Alfred Hitchcock                     | Reino Unido | Suspense, Drama           | Herbert Marshall, Norah Baring, Phyllis Konstam, Edward Chapman                                                 | [ 6 ] |
| The Office Wife                                | 1930 | Lloyd Bacon                          | EUA         | Comédia, Romance          | Dorothy Mackaill, Lewis Stone, Natalie Moorhead, Hobart Bosworth, Joan Blondell                                 | Um homem casado pede que sua secretária escreva um livro e os dois acabam se aproximando                                                        |
| Sunny Skies                                    | 1930 | Norman Taurog                        | EUA         | Comédia, Musical          | Benny Rubin; Marceline Day                                                                                      | Lançado antes da instituição do Código Hays |
| Way Out West                                   | 1930 | Fred Niblo                           | EUA         | Comédia                   | William Haines; Leila Hyams; Polly Moran; Ralph Bushman                                                         | [ 10 ] [ 11 ] |
| Berlin Alexanderplatz                          | 1931 | Phil Jutzi                           | Alemanha    | Drama                     | Heinrich George, Maria Bard, Margarete Schlegel, Bernhard Minetti, Gerhard Bienert, Albert Florath              | [ 12 ] |
| Frankenstein                                   | 1931 | James Whale                          | EUA         | Terror                    | Colin Clive, Boris Karloff, Dwight Frye, Edward Van Sloan, Mae Clarke                                           | [ 13 ] [ 14 ] |
| Inimigo Público                                | 1931 | William A. Wellman                   | EUA         | Policial                  | James Cagney; Jean Harlow                                                                                       | Baseado no romance não publicado Beer and Blood de John Bright e Kubec Glasmon                                                                  |
| Little Caesar                                  | 1931 | Mervyn LeRoy                         | EUA         | Policial                  | Edward G. Robinson, Douglas Fairbanks, Jr., Glenda Farrell                                                      | Subtexto homoerótico |
| Mädchen in Uniform                             | 1931 | Leontine Sagan                       | Alemanha    | Drama, Romance            | Hertha Thiele; Dorothea Wieck; Gertrud de Laisky                                                                | Baseado na peça teatral Gestern und heute de Christa Winsloe                                                                                    |
| The Maltese Falcon                             | 1931 | Roy Del Ruth                         | EUA         | Suspense                  | Bebe Daniels; Ricardo Cortez; Dudley Digges; Una Merkel; Robert Elliott                                         | Baseado no romance homônimo por Dashiell Hammett; em 1941 foi lançada sua versão mais conhecida, Relíquia Macabra                               |
| Manhattan Parade                               | 1931 | Lloyd Bacon                          | EUA         | Comédia, Musical          | Winnie Lighter; Charles Butterworth; Joe Smith; Charles Dale                                                    | [ 17 ] |
| Blonde Venus                                   | 1932 | Josef von Sternberg                  | EUA         | Drama                     | Marlene Dietrich, Herbert Marshall, Cary Grant, Dickie Moore                                                    | . trad. A Vênus Loura |
| Call Her Savage                                | 1932 | John Francis Dillon                  | EUA         | Drama                     | Clara Bow; Gilbert Roland; Thelma Todd; Monroe Owsley; Estelle Taylor; Weldon Heyburn                           | Uma das primeiras aparições de um personagem homossexual no cinema, incluindo uma cena em um bar gay                                            |
| Hell’s Highway                                 | 1932 | Rowland Brown                        | EUA         | Drama                     | Samuel Ornitz, Robert Taskerand, Rowland Brown                                                                  | Sobre as condições brutais em uma prisão no sul dos Estados Unidos                                                                              |
| Island of Lost Souls                           | 1932 | Erle C. Kenton                       | EUA         | Terror, Ficção Científica | Charles Laughton, Richard Arlen, Leila Hyams                                                                    | [ 22 ] |
| Movie Crazy                                    | 1932 | Clyde Bruckman                       | EUA         | Comédia                   | Harold Lloyd, Constance Cummings, Kenneth Thomson, Louise Closser Hale, Spencer Charters                        | [ 23 ] |
| Night After Night                              | 1932 | Archie Mayo                          | EUA         | Drama                     | George Raft, Constance Cummings, Wynne Gibson, Mae West, Alison Skipworth                                       | Depois de uma bebedeira, a personagem de West acorda na cama de outra senhora                                                                   |
| The Old Dark House                             | 1932 | James Whale                          | EUA         | Comédia, Terror           | Boris Karloff, Melvyn Douglas, Charles Laughton, Gloria Stuart, Raymond Massey                                  | trad. A Casa Sinistra |
| Roar of the Dragon                             | 1932 | Wesley Ruggles                       | EUA         | Ação                      | Richard Dix, Gwili Andre, Edward Everett Horton, Arline Judge, ZaSu Pitts                                       | Um grupo de ocidentais está preso na Manchúria, rodeados por um grupo de bandidos                                                               |
| Le Sang d'un Poète                             | 1932 | Jean Cocteau                         | França      | Fantasia, Experimental    | Enrique Riveros; Lee Miller                                                                                     | trad. O Sangue de Um Poeta Parte da trilogia continuada por Orpheé e Le testament d'Orphée                                                      |
| O Sinal da Cruz                                | 1932 | Cecil B. DeMille                     | EUA         | Drama, Histórico          | Fredric March, Elissa Landi, Claudette Colbert, Charles Laughton, Ian Keith, Arthur Hohl                        | |
| The Sport Parade                               | 1932 | Dudley Murphy                        | EUA         | Drama                     | Joel McCrea, Marian Marsh, William Gargan, Robert Benchley, Richard "Skeets" Gallagher, Walter Catlett          | Um esportista mimado aprende uma lição |
| Anna and Elizabeth                             | 1933 | Frank Wisbar                         | Alemanha    | Drama                     | Dorothea Wieck, Hertha Thiele, Mathias Wieman                                                                   | Uma aristocrata com uma deficiência procura a ajuda de uma jovem com supostos poderes de cura                                                   |
| Arizona to Broadway                            | 1933 | James Tinling                        | EUA         | Romance, Policial         | James Dunn, Joan Bennett, Jean Malin                                                                            | [ 32 ] |
| Blood Money                                    | 1933 | Rowland Brown                        | EUA         | Crime, Drama              | George Bancroft, Judith Anderson, Frances Dee                                                                   | Um agente de fiança encontra todo tipo ofensor que existe                                                                                       |
| Christopher Strong                             | 1933 | Dorothy Arzner                       | EUA         | Drama, Romance            | Katharine Hepburn, Colin Clive, Billie Burke                                                                    | [ 33 ] |
| Ladies They Talk About                         | 1933 | Howard Bretherton, William Keighley  | EUA         | Crime, Drama              | Barbara Stanwyck; Preston Foster; Lyle Talbot                                                                   | Baseado na peça Mulheres na Prisão de Dorothy Mackaye e Carlton Miles                                                                           |
| Lot in Sodom                                   | 1933 | James Sibley Watson, Melville Webber | EUA         | Curta, Experimental       | Friedrich Haak, Hildegarde Watson, Dorothea Haus, Lewis Whitbeck                                                | [ 35 ] |
| Myrt and Marge                                 | 1933 | Al Boasberg                          | EUA         | Comédia                   | Myrtle Vail, Donna Damerel, Ted Healy, Moe Howard, Larry Fine, Curly Howard, Bonnie Bonnell                     | [ 36 ] |
| Mysterium des Geschlechts                      | 1933 | Lothar Golte, Carl Kurzmayer         | Áustria     | Drama                     | Renée Lansky, Otto Hartmann, Traute Braun                                                                       | trad. O Mistério do Gênero |
| Our Betters                                    | 1933 | George Cukor                         | EUA         | Comédia                   | Constance Bennett; Anita Louise; Gilbert Roland; Violet Kemble-Cooper; Charles Starrett; Grant Mitchell         | Baseado na peça homônima de W. Somerset Maugham                                                                                                 |
| Der Page vom Dalmasse-Hotel                    | 1933 | Victor Janson                        | Alemanha    | Comédia                   | Dolly Haas, Harry Liedtke, Hans Junkermann, Trude Hesterberg                                                    | Baseado no romance homônimo de Maria von Peteani                                                                                                |
| Rainha Christina                               | 1933 | Rouben Mamoulian                     | EUA         | Biográfico                | Greta Garbo; John Gilbert                                                                                       | Sobre Cristina da Suécia |
| Sailor's Luck                                  | 1933 | Raoul Walsh                          | EUA         | Comédia                   | James Dunn, Sally Eilers, Victor Jory, Frank Moran, Esther Muir                                                 | Abertamente retrata a homossexualidade |
| Stage Mother                                   | 1933 | Charles Brabin                       | EUA         | Drama                     | Alice Brady; Maureen O'Sullivan                                                                                 | Baseado no romance homônimo de Bradford Ropes                                                                                                   |
| Los tres Berretines                            | 1933 | Enrique Susini                       | Argentina   | Comédia                   | Luis Arata, Luis Sandrini, Luisa Vehil, Florindo Ferrario                                                       | [ 44 ] |
| Viktor und Viktoria                            | 1933 | Reinhold Schünzel                    | Alemanha    | Comédia, Musical          | Renate Müller; Hermann Thimig; Anton Walbrook; Hilde Hildebrand; Fritz Odemar; Friedel Pisetta; Aribert Wäscher | .Simultaneamente, Schünzel filmou uma versão francesa chamada Georges et Georgette Em 1982 foi lançado o remake americano Victor/Victoria       |
| The Warrior's Husband                          | 1933 | Walter Lang                          | EUA         | Comédia                   | Elissa Landi, David Manners, Ernest Truex, Marjorie Rambeau                                                     | trad. O Marido da Guerreira |
| Zéro de conduite                               | 1933 | Jean Vigo                            | França      | Comédia, Drama            | Gérard de Bédarieux; Louis Lefebvre;                                                                            | trad. Zero de Conduta |
| A Alegre Divorciada                            | 1934 | Mark Sandrich                        | EUA         | Comédia, Romance, Musical | Ginger Rogers; Fred Astaire; Alice Brady; Edward Everett Horton; Erik Rhodes                                    | Baseado no musical da Broadway Gay Divorce de Dwight Taylor                                                                                     |
| Girls Will Be Boys                             | 1934 | Marcel Varnel                        | Reino Unido | Comédia                   | Dolly Haas, Cyril Maude, Esmond Knight, Irene Vanbrugh                                                          | A neta de um duque finge ser um menino para alcançar as expectativas dele                                                                       |
| Czy Lucyna to dziewczyna?                      | 1934 | Juliusz Gardan                       | Polônia     | Comédia, Romance          | Jadwiga Smosarska, Eugeniusz Bodo, Mieczyslawa Cwiklinska                                                       | Para poder trabalhar como engenheira, uma mulher se disfarça de homem                                                                           |
| Nada más que una Mujer                         | 1934 | Harry Lachman                        | EUA         | Drama                     | Berta Singerman, Alfredo del Diestro, Juan Torena, Luana Alcaniz, Lucio Villegas, Carmen Rodriguez              | trad. Nada Mais que uma Mulher Uma jovem artista filipina ganha dinheiro lendo poesia em bares de má reputa                                     |
| Schwarzer Jäger Johanna                        | 1934 | Johannes Meyer                       | Alemanha    | Drama                     | Marianne Hoppe, Paul Hartmann, Gustaf Gründgens                                                                 | [ 49 ] |
| A Noiva de Frankenstein                        | 1935 | James Whale                          | EUA         | Terror                    | Boris Karloff, Colin Clive, Valerie Hobson, Ernest Thesiger, Elsa Lanchester, Reginald Barlow                   | [ 50 ] |
| Children of Loneliness                         | 1935 | Richard C. Kahn                      | EUA         | Drama                     | S. Dana Hubbard, Morgan Wallace, Luana Walters                                                                  | Também conhecido como The Third Sex Filme perdido sobre a homossexualidade                                                                      |
| First a Girl                                   | 1935 | Victor Saville                       | Reino Unido | Comédia                   | Jessie Matthews; Sonnie Hale; Anna Lee; Griffth Jones; Alfred Drayton                                           | Versão Inglesa de Viktor und Viktoria |
| Fukujusô (福寿草)                              | 1935 | Jirô Kawate                          | Japão       | Drama, Romance            | Naomi Egawa, Mitsue Hisamatsu, Kimie Hayashi, Ginko Hanabusa, Ruriko Hoshi, Aiko Matsuyama                      | Uma mulher se apaixona por sua cunhada |
| Sonho de uma Noite de Verão                    | 1935 | William Dieterle, Max Reinhardt      | EUA         | Fantasia, Comédia         | Olivia de Havilland, Dick Powell, Ross Alexander, Victor Jory, Mickey Rooney, James Cagney                      | [ 18 ] |
| Sylvia Scarlett                                | 1935 | George Cukor                         | EUA         | Comédia, Romance          | Katharine Hepburn; Cary Grant; Brian Aherne; Edmund Gwenn; Natalie Paley                                        | Baseado no livro The Early Life of Sylvia Scarlett por Compton Mackenzie                                                                        |
| Yukinojô henge: Daiippen dainihen (雪之丞変化) | 1935 | Teinosuke Kinugasa                   | Japão       | Drama                     | Kazuo Hasegawa, Tokusaburo Arashi, Akiko Chihaya                                                                | Um ator drag de uma trupe de teatro Kabuki vinga a morte de seus pais Refeito em 1963, entitulado apenas Yukinojô Henge                         |
| A Filha de Drácula                             | 1936 | Lambert Hillyer                      | EUA         | Terror                    | Otto Kruger, Gloria Holden, Marguerite Churchill, Edward Van Sloan, Billy Bevan, Nan Grey                       | Uma sequencia do filme Drácula, de 1931 |
| La Garçonne                                    | 1936 | Jean de Limur                        | França      | Drama                     | Marie Bell; Arletty; Henri Rollan; Maurice Escande; Jaque Catelain; Pierre Etchepare                            | Baseado no romance homônimo de Victor Margueritte                                                                                               |
| These Three                                    | 1936 | William Wyler                        | EUA         | Drama                     | Miriam Hopkins, Merle Oberon, Joel McCrea                                                                       | Baseado na peça The Children's Hour, de Lillian Hellman, porém exclui todo o conteúdo lésbico do texto original                                 |
| Rangle River                                   | 1936 | Clarence G. Badger                   | Austrália   | Ação, Aventura, Mistério  | Victor Jory; Robert Coote                                                                                       | Baseado em um conto de Zane Grey |
| A Grande Ilusão                                | 1937 | Jean Renoir                          | França      | Guerra, Drama             | Jean Gabin, Pierre Fresnay, Erich von Stroheim, Marcel Dalio, Dita Parlo                                        | [ 58 ] |
| Gueule d'amour                                 | 1937 | Jean Grémillon                       | França      | Drama                     | Jean Gabin, Mireille Balin, Pierre Etchepare, Henri Poupon, Pierre Magnier, Marguerite Deval                    | trad. Gula de Amor |
| Książątko                                      | 1937 | Stanislaw Szebego, Konrad Tom        | Polônia     | Comédia, Romance          | Karolina Lubienska, Eugeniusz Bodo, Loda Niemirzanka                                                            | Uma mulher é confundida com um homem e posta para trabalhar como dançarina e acompanhante de mulheres ricas                                     |
| Niedorajda                                     | 1937 | Mieczysław Krawicz                   | Polônia     | Comédia                   | Adolf Dymsza, Renata Radojewska, Michał Znicz, Józef Orwid, Wanda Jarszewska, Andrzej Bogucki                   | Um homem se veste de mulher para ganhar a confiança do guardião de sua amada                                                                    |
| Hôtel du Nord                                  | 1938 | Marcel Carné                         | França      | Drama                     | Annabella, Jean-Pierre Aumont, Louis Jouvet, Paulette Dubost, Andrex, Bernard Blier                             | [ 62 ] |
| Bringing Up Baby                               | 1938 | Howard Hawks                         | EUA         | Comédia                   | Katharine Hepburn, Cary Grant, Charles Ruggles, Walter Catlett                                                  | Primeiro uso da palavra 'gay' em referência à homossexualidade                                                                                  |
| The Lady Vanishes                              | 1938 | Alfred Hitchcock                     | EUA         | Suspense                  | Margaret Lockwood, Michael Redgrave, Dame May Whitty                                                            | Possui uma das poucas representações positivas de casais homossexuais da época                                                                  |
| La tía de las muchachas                        | 1938 | Juan Bustillo Oro                    | México      | Comédia, Drama            | Enrique Herrera, Juan José Martínez Casado, Joaquín Pardavé                                                     | Para impedir que duas moças se casem com homens bem mais velhos, um jovem finge ser a tia delas                                                 |
| A Regra do Jogo                                | 1939 | Jean Renoir                          | França      | Drama                     | Nora Gregor, Paulette Dubost, Marcel Dalio, Jean Renoir, Julien Carette                                         | [ 66 ] |